# Ronald Heinold
Ronald Heinold (* 1950) ist ein ehemaliger deutscher Basketballspieler. Er war Nationalspieler der DDR.

## Leben
Heinold erlernte das Basketballspielen in Großkayna. Später spielte er bei Chemie Halle sowie bei der BSG AdW Berlin. Darüber hinaus wurde er 56 Mal in die Nationalmannschaft der Deutschen Demokratischen Republik berufen. Er erhielt die Auszeichnung als „Meister des Sports“. Im Jahr 1990 war er im Basketballverband der DDR Vizepräsident Leistungssport und an der Arbeit des Deutschen Arbeitsausschusses Basketball beteiligt, in dem ost- und westdeutsche Basketballvertreter über die Überführung des DDR-Basketballs in den Deutschen Basketball Bund berieten.
Als Trainer war er unter anderem für den BBV Leipzig tätig und betreute Altherrenmannschaften des USV Halle bei deutschen Meisterschaften sowie die deutsche Ü50- und Ü55-Auswahl bei den Weltmeisterschaften 2011 und 2013. 2013 führte er die deutsche Ü55 dabei zum WM-Titel. 2015 wurde die deutsche Ü55-Auswahl ebenfalls unter Heinolds Leitung als Trainer Europameister.